# Borut Golob
Borut Golob, slovenski pisatelj, * 1973, Kranj, Slovenija.

## Življenje
Otroštvo je preživel v Kranju nasproti tovarne Sava v stanovanju delavskega bloka, kjer je v literaturi našel izhod iz osame, v kateri ga je zadrževala represivna stara mati. Študiral je na Filozofski fakulteti Univerze v Ljubljani in diplomiral iz novinarstva na Fakulteti za družbene vede.

## Delo
Že od svojega petnajstega leta se preživlja kot prekarni delavec in tudi pisanje literature doživlja kot »garanje«. Z romanom Smreka bukev lipa križ (2009) se je leta 2010 uvrstil med deseterico finalistov za nagrado kresnik. Kritiki so izpostavili kot najbolj pohvale vreden slogovni »odskok od tradicije« in humorno ciničen pogled na »represivno kolektivistično mentaliteto«.
V romanu Raclette (2012), tudi finalistu za kresnika 2013, je obravnaval nasprotni odklon od represivnega kolektivizma, in sicer ideologijo (neomejenega) individualizma tako v zasebnem kot javnem življenju, ki nagrajuje pohlep in sebičnost – tudi pod krinko dobrodelnosti – tako pri moških kot tudi pri ženskah. O odzivih, ki jih je prejel, je za Delo povedal, da so bili točno taki, kot je pričakoval:
»Petdeset, petdeset. To pomeni, da je nekaj ljudi znorelo, ker je tekst tako radikalen. Ideologija je tako močna, da gre ljudem, ki so jo ponotranjili, roman strahotno na živce. Ker je to knjiga o ideologiji in knjiga, ki razkrinkava ideologijo.«